# پل پوژاردن
پل پوژاردن (انگلیسی: Paul Dujardin; ۱۰ مهٔ ۱۸۹۴ – ۱۷ آوریل ۱۹۵۹) بازیکن واترپلو اهل فرانسه بود.